# Pietro Fusco
Pietro Fusco (Napoli, 11 agosto 1971) è un dirigente sportivo, allenatore di calcio ed ex calciatore italiano, di ruolo difensore, direttore sportivo del San Marzano.

## Carriera

### Giocatore
Nella sua carriera militò nelle giovanili del Napoli per poi trasferirsi a Lanciano, dove fu autore di 6 reti in 68 presenze nella Serie C2, giocando nel ruolo di attaccante. Retrocesso il Lanciano, Fusco venne acquistato dal Castel di Sangro. Nel 1993 sulla panchina della squadra abruzzese arrivò Osvaldo Jaconi, il quale trasformò Fusco in un valido difensore. Restò fra i giallorossi dal 1992 al 1997, diventando tra i protagonisti dello storico periodo d'oro del Castel di Sangro allenato da Jaconi e presieduto dal futuro numero uno della FIGC Gabriele Gravina, culminato con i due campionati disputati in Serie B.
Si trasferisce quindi all'Empoli, dove la sua carriera giunge all'apice del successo con 160 presenze tra Serie B e Serie A. Nei due campionati in massima serie (1997-1998 e 1998-1999) ha realizzato un gol e un'autorete, rispettivamente in Empoli-Piacenza del 17 aprile 1999 e in Inter-Empoli del 16 maggio 1998.
In contemporanea a una nuova promozione dell'Empoli in Serie A, viene ceduto alla Lucchese, tornando così a giocare in Serie C dove resterà per qualche anno, prima di tornare in Serie B con il Catania, dal quale tornerà presto in Abruzzo a Pescara (Serie C1) e quindi arrivando a Spezia, Carrarese e poi di nuovo Spezia in Serie D.
Con lo Spezia ha raggiunto una storica promozione in Serie B, nella stagione 2005-2006, formando con Roberto Maltagliati la coppia difensiva centrale. Disputa poi un altro campionato con la squadra bianca, sempre in serie B.

### Allenatore
Dal 2009 è l'allenatore in seconda della prima squadra dello Spezia. Nella stagione 2010-2011 è allenatore della formazione Berretti con la quale, nel maggio 2011, ha raggiunto le finali nazionali. Il 4 ottobre seguente gli viene affidata ad interim la guida della prima squadra spezzina, in sostituzione dell'esonerato Elio Gustinetti. Successivamente gli viene affidata la guida della formazione Primavera per due stagioni. fino a dicembre 2012

### Dirigente
Nel dicembre 2012 è nominato responsabile del settore giovanile dello Spezia. Il 17 novembre 2015 è promosso coordinatore dell'area tecnica dei liguri, ruolo ricoperto fino al 14 giugno 2017 quando viene sollevato dall'incarico. Dall'ottobre del 2018 al gennaio del 2021 è direttore sportivo della Sambenedettese. Il 24 giugno 2021 viene annunciato come prossimo direttore sportivo della Cavese, in Serie D.
Nell'ottobre 2023 viene ufficializzato come nuovo direttore sportivo del San Marzano, squadra di Serie D e inizia l’annata 2024/2025 con la Scafatese Calcio 

## Palmarès

### Giocatore
- Campionato italiano Serie C1: 1

Spezia: 2005-2006 (girone A)
- Supercoppa di Lega di Serie C1: 1

Spezia: 2006